# 20-Meter-Klasse der DGzRS
Die 20-Meter-Klasse ist derzeit die kleinste Klasse von Seenotkreuzern (SK) der Deutschen Gesellschaft zur Rettung Schiffbrüchiger (DGzRS). Zwischen 2008 und 2018 wurden sechs Schiffe von der Fassmer-Werft in Berne gebaut. Wie schon bei der 23,3-Meter-Klasse heißt das Typschiff dieser Klasse Eiswette.

## Eigenschaften
Die Anforderungen an diese Einheiten liegen gezielt im küstennahen Bereich bei geringen Wassertiefen. Verglichen mit anderen Kreuzern hat diese Klasse einen deutlich geringeren Tiefgang, welcher primär durch Gewichtseinsparungen erreicht wurde. So wurde auf ein typisches DGzRS-Tochterboot verzichtet und stattdessen ein Festrumpfschlauchboot als Arbeitsboot in die Heckwanne integriert. Dieses wird zur Assistenz bei Einsätzen oder zum Befahren extremer Flachwassergebiete benutzt. Darüber hinaus wurde auf Wohnräume für die Besatzung verzichtet. Sie wohnt im Stationsgebäude und kann im Einsatzfall den Kreuzer kurzfristig besetzen.
Gegenüber den ersten 'kleinen' Kreuzern der 19-Meter-Klasse besitzt die neue Generation eine übersichtliche Brücke für die drei Besatzungsmitglieder. Der vollständig geschlossene Fahrstand schützt Besatzung und Technik vor den Einflüssen von Wetter und Wellen. Wie es die Richtlinie zur ergonomischen Gestaltung von Kommandobrücken fordert, sind alle Fenster in der vertikalen Ebene nach außen geneigt, um Reflexionen zu vermeiden. Die ersten vier Kreuzer hatten noch oberhalb, hinter der Brücke einen Außenfahrstand, der aber nur selten genutzt wurde. Mit Auslieferung des fünften Exemplars ist dieser Fahrstand zugunsten einer optimierten Brücke entfallen und der Platz dient nur noch als Peildeck und Ausguck bei Suchfahrten.
Ferner wurde erstmals ein elektrisches Bordnetz mittels Datenbussystems realisiert. Hierbei handelt es sich um ein spezielles Leitungssystem zum Austausch von Daten und Energie zwischen Steuerelementen und elektrischen Systemen, wie dies in einem Computer, aber auch in Flugzeugen und immer häufiger in komplexen Maschinen und modernen Kraftfahrzeugen geschieht. Neben der erhöhten Betriebssicherheit führt dies zu einer deutlichen Gewichtseinsparung.
Der Rumpf wurde in der bewährten Netzspantenbauweise aus seewasserfestem Aluminium gebaut. Die Form wurde von der früheren 19-Meter-Klasse übernommen und optimiert. Wie alle Einheiten der DGzRS ist auch dieser Kreuzer als Selbstaufrichter gebaut. Erstmals wurde mit der Eiswette ein Seenotkreuzer einem Kentertest unterzogen.
Angetrieben wird der Kreuzer von einem Dieselmotor (Caterpillar C 32 V12, 1.232 kW/1.675 PS bei 2300/min). Dieser wird ausschließlich für den Vortrieb verwendet. Als Hilfs- und Notantrieb dient ein weiterer Dieselmotor (Steyr MO 166, 120 kW/163 PS bei 2800/min). Zusätzlich sorgt eine Bugstrahlanlage für eine verbesserte Manövrierfähigkeit.
Das Arbeitsboot ist auf den vier ersten Kreuzern als Festrumpfschlauchboot ausgeführt und wird ebenfalls von einem Dieselmotor (Steyr MO 164, 120 kW/163 PS) über einem Jetantrieb angetrieben. Damit erreicht es eine Geschwindigkeit von 30 Knoten (ca. 55 km/h). Beginnend mit dem fünften Kreuzer der Serie kommt ein modifiziertes Arbeitsboot vom Typ Arctic P17 aus Vollkunststoff-HDPE zum Einsatz, das bei ähnlichen Abmessungen deutlich geräumiger ist. Das 700 kg schwere Rigid Buoyant Boat (RBB) ist 500 kg leichter als die Vorgänger und nutzt einen benzingetriebenen 70 PS-Außenbordmotor. Ebenso spart die vereinfachte Aufholvorrichtung weitere 250 kg ein, diese Entlastung des Hecks beeinflusst die Fahreigenschaften des Kreuzers positiv.
Zur weiteren Ausrüstung des Kreuzers gehören ein Schlepphaken, eine Feuerlöschpumpe mit einer Leistung von 140 m³/h, Suchscheinwerfer, Sanitäts- und Feuerlöschmaterial, mobile Rettungsmittel und Lenzpumpen sowie modernste Funk- und Navigationstechnik. Die Reichweite beträgt bis zu 820 Seemeilen. Ab dem fünften Schiff ist ein Löschmonitor auf der Back installiert.
Wie alle SK der DGzRS sind auch die 'Kleinen' permanent besetzt mit einer professionellen Besatzung, sodass die Boote jederzeit auslaufbereit sind. Während der 14-tägigen Einsatzbereitschaft einer Crew ist diese an Land im Stationsgebäude untergebracht. Aufgrund der Platzverhältnisse an Bord hat man auf einen Wohnbereich, wie er bei den 'Großen' üblich ist, verzichtet.

## Die Schiffe
Mit Ablieferung des sechsten Kreuzers hat man das farbliche Erscheinungsbild geändert. Das bisherige Steuerhausdach in einem warmen rot, das sich bis auf die Verkleidung des Peildecks hinter der Brücke fortsetzte, ist nun weiß gestrichen. Das schmale Band in tagesleuchtrot auf den Seiten des Deckshauses ist nun doppelt so breit und läuft um den gesamten Aufbau herum. Es schließt den Schiffsnamen an der Seite und das Hansekreuz an der Front ein. Auch das Steuerhausdach erhielt im Randbereich diese Leuchtfarbe. Mit den regelmäßigen Revisionen der Vorgänger erhalten diese das gleiche Aussehen. Anstelle eines sechsschichtigen Anstrichs wird künftig eine Folie großflächig in tagesleuchtrot verwendet, die im Aufwand und bei den Kosten günstiger ist.

### Eiswette

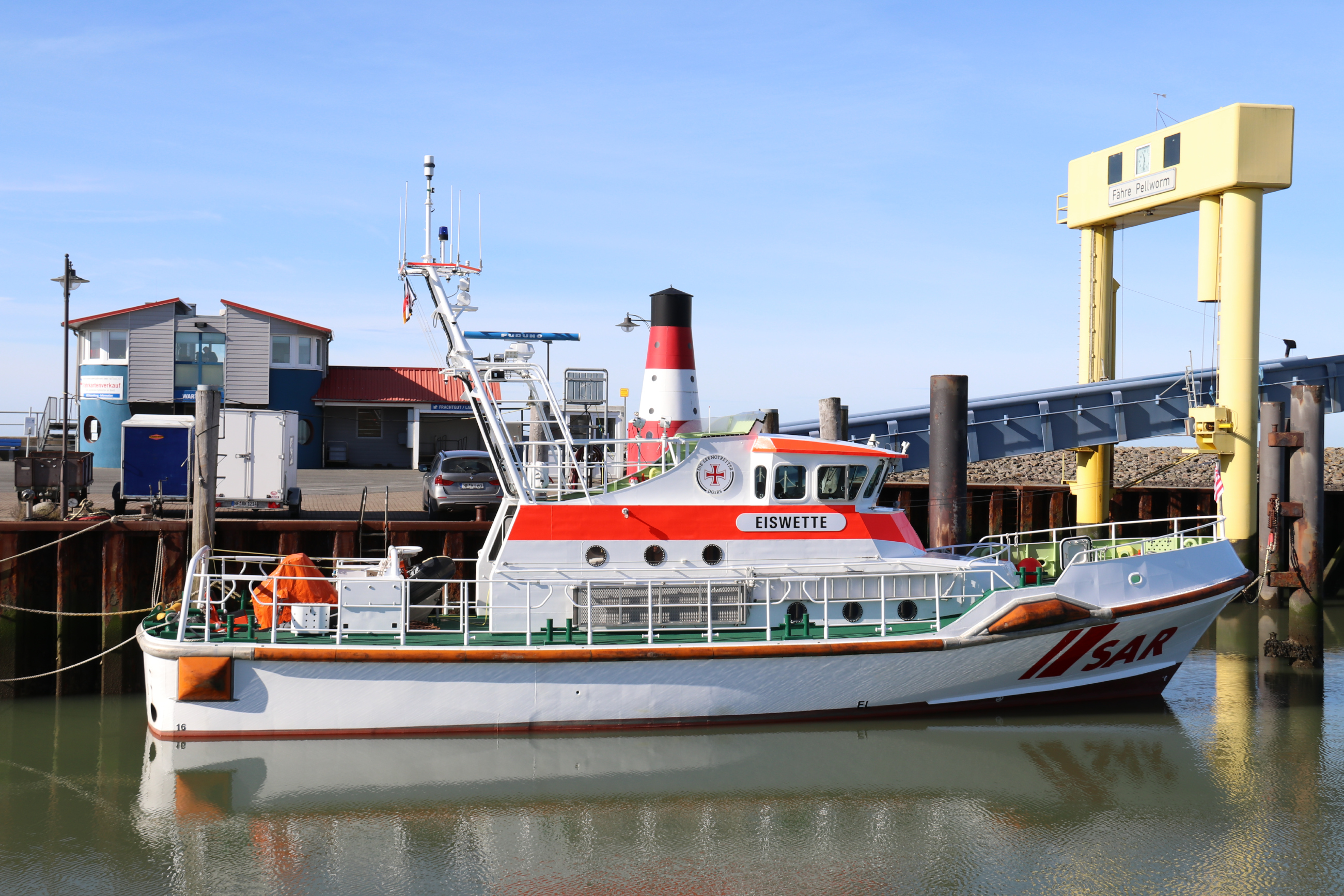
Die Eiswette am Liegeplatz im Hafen Nordstrand

Der Kreuzer wurde 2008 unter Werft-Nr. 2090 erbaut. Die DGzRS-interne Bezeichnung des Kreuzers lautet SK 30 und des Arbeitsboots TB 34. Nachdem der erste Seenotkreuzer mit dem Namen Eiswette Ende 2008 außer Dienst gestellt worden war, übernahm SK 30 diesen traditionsreichen Namen, um die langjährige Verbundenheit der Bremer Eiswette mit der DGzRS zu dokumentieren. Dementsprechend wurde er bei der Eiswette am 6. Januar 2009 in Bremen getauft. Die Namensgebung des Arbeitsbootes Novize wurde auch in Anlehnung an den Eiswettbrauch gewählt. Novizen sind die jeweilig neuen Mitglieder der Eiswettgemeinschaft.
Seit 22. November 2008 ist der Kreuzer auf der Halbinsel Nordstrand stationiert. Am 11. März 2009 erfolgte die offizielle Indienststellung im Hafen von Strucklahnungshörn auf Nordstrand im Beisein des schleswig-holsteinischen Ministerpräsidenten Peter Harry Carstensen.

Die Eugen vor Norderney im Jahr 2022

### Eugen
Die Eugen wurde in den Jahren 2008 und 2009 unter Werft-Nr. 2091 erbaut. Die DGzRS-interne Bezeichnung des Kreuzers ist SK 31 und des Arbeitsboots TB 33. Am 25. April 2009 wurde der Seenotkreuzer im Hafen von Freest auf den Namen Eugen getauft. Das Arbeitsboot erhielt den Namen Hubertus. Mit der Namensgebung würdigt die DGzRS das großzügige Engagement eines Förderers, der den Bau der Rettungseinheiten finanziell wesentlich unterstützte.
Vom 6. Februar 2009 bis 28. November 2017 war der Kreuzer auf der Greifswalder Oie stationiert. Dort wurde er durch den im Dezember 2017 in Dienst gestellten, baugleichen Kreuzer Berthold Beitz ersetzt. Seit dem 9. Januar 2018 ist er auf Norderney stationiert und hat dort die Bernhard Gruben abgelöst.

### Theodor Storm

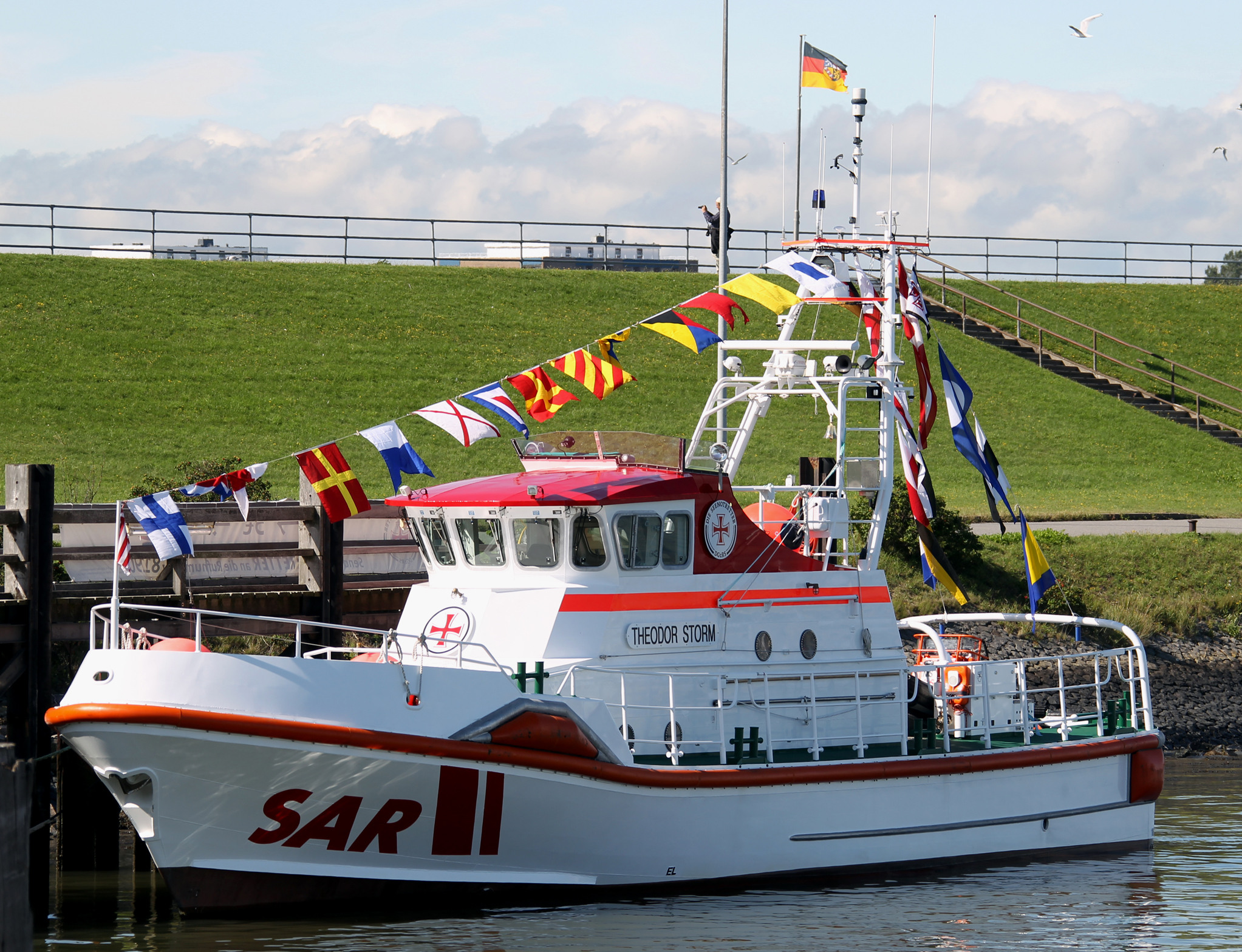
Die Theodor Storm kurz nach ihrer Taufe in Büsum

Die Theodor Storm wurde 2010 unter Werft-Nr. 4090 erbaut. Die DGzRS-interne Bezeichnung lautet SK 33 und die des Arbeitsboots TB 37. Am 13. August 2011 wurde das Schiff von Sandra Carstensen, der Gattin des schleswig-holsteinischen Ministerpräsidenten Peter Harry Carstensen in Büsum auf den Namen des Schriftstellers Theodor Storm getauft. Das Arbeitsboot bekam den Namen Nis Puk von einer Märchenfigur, die vor allem im deutsch-dänischen Grenzland bekannt ist.
Die Theodor Storm ist seit Mitte Januar 2011 in Büsum stationiert.

### Pidder Lüng

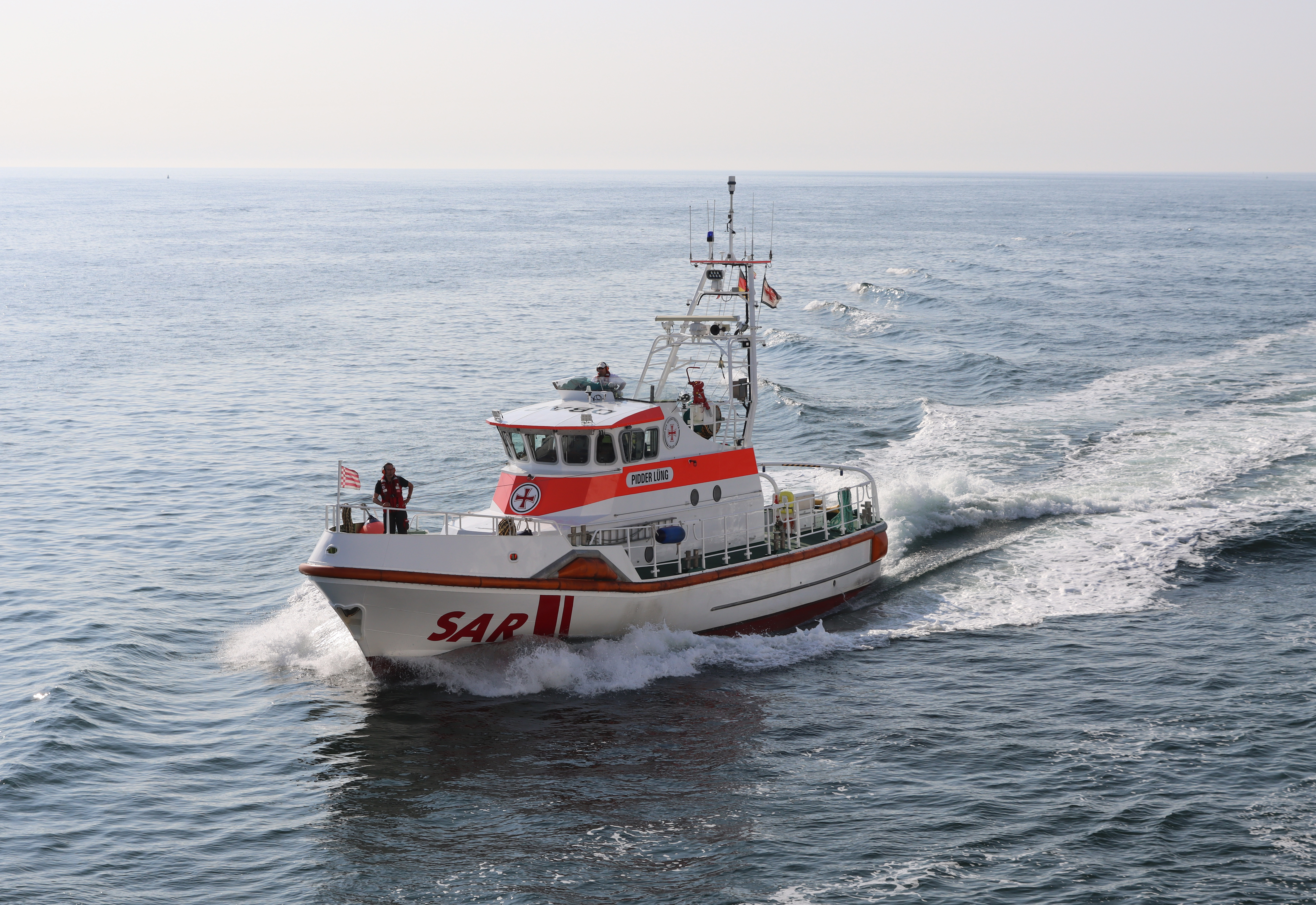
Die Pidder Lüng Nähe Ellenbogen vor Sylt

Die Pidder Lüng wurde unter der internen Bezeichnung SK 34 als vierter Kreuzer der Klasse im September 2012 in Berne auf Kiel gelegt. Am 16. September 2013 wurde der Kreuzer erstmals zu Wasser gelassen. Nach der Erprobung auf Weser und Nordsee fand am 28. Oktober 2013 der Flaggenwechsel an der DGzRS-Zentrale in Bremen satt. Am 1. November 2013 begann der Probebetrieb auf der Station List auf Sylt, am 16. November 2013 wurde der Kreuzer in Dienst gestellt.
Um die Finanzierung des Kreuzers zu unterstützen, wurde unter dem Slogan „Reetdach gegen Reeperbahn“ erstmals ein Spendenwettbewerb ins Leben gerufen. Die Teilnehmer konnten für einen Namensbezug für Sylt oder Hamburg spenden, dabei gewann Sylt.
Die Taufe fand am 14. Dezember 2013 in List auf Sylt statt. Der Name des Seenotkreuzers stammt aus der gleichnamigen Ballade von Detlev von Liliencron (1844–1909) über den Sylter Fischer Pidder Lüng. Das Arbeitsboot ist nach der Hamburger Hauptkirche St. Michaelis – im Hamburger Volksmund „Michel“ – benannt. Es hat die interne Bezeichnung TB 38.
Die Pidder Lüng ist seit dem 1. November 2013 in List (Sylt) stationiert.

### Berthold Beitz
Am 25. November 2016 wurde der Kreuzer mit der Baunummer 7020 bei der Fassmer-Werft in Bardenfleth auf Kiel gelegt. Anfang April 2017 war der Rohbau fertiggestellt und wurde per Straßentransport nach Motzen gebracht. Nach dem Innenausbau begannen am 14. November 2017 die Testfahrten auf Weser und Außenweser. Seit dem 13. Dezember 2017 ist der Kreuzer auf der Greifswalder Oie stationiert und löste dort den Kreuzer Eugen ab.
Getauft wurde das Schiff am 15. Dezember 2017 in Greifswald auf den Namen von Berthold Beitz, des langjährigen Kuratoriumsvorsitzenden der Alfried Krupp von Bohlen und Halbach-Stiftung, die den Bau maßgeblich finanziert hat. Das Arbeitsboot trägt den Namen seiner Frau Else. Die interne Bezeichnung des Kreuzers ist SK 38, die des Arbeitsboots TB 42.

### Fritz Knack

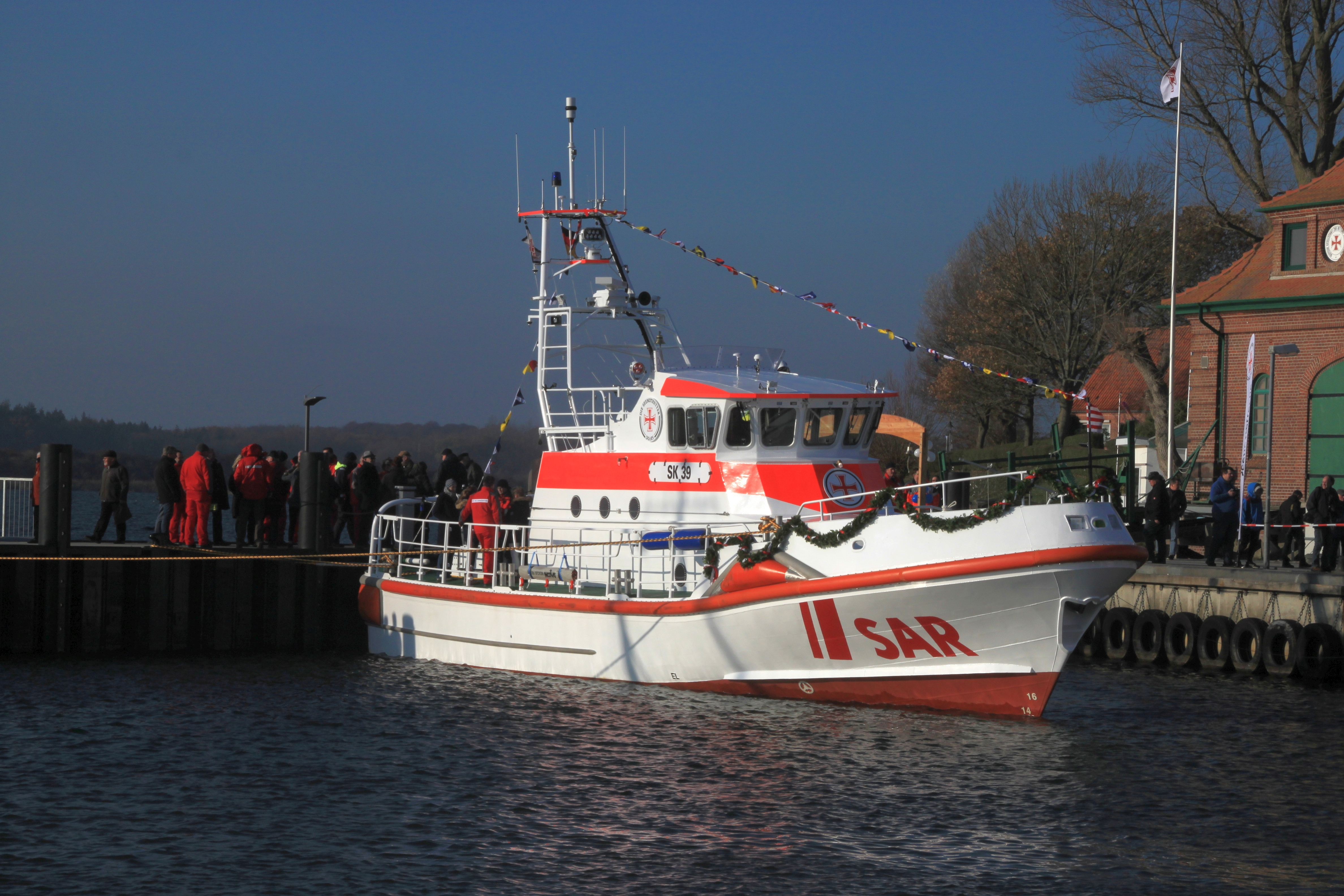
Die Fritz Knack bei der Taufe in Maasholm

Die Fritz Knack (gesprochen 'Fritz Knaak') wurde im Jahr 2016 als weiterer Kreuzer dieser Klasse mit der internen Bezeichnung SK 39 bei der Fassmer-Werft bestellt. Das Schiff wurde am 24. März 2017 mit der Baunummer 7021 in Bardenfleth auf Kiel gelegt. Das Arbeitsboot trägt den Namen Ingeborg und die interne Bezeichnung TB 43. Im September 2018 begann die Erprobung auf Weser und Außenweser. Seit dem 1. November 2018 ist das Schiff auf der neuen Seenotrettungsstation Olpenitz beheimatet und ersetzt die Nis Randers der Station Maasholm. Die Taufe fand am 17. November 2018 in Maasholm statt.

## Fotos vom Kentertest

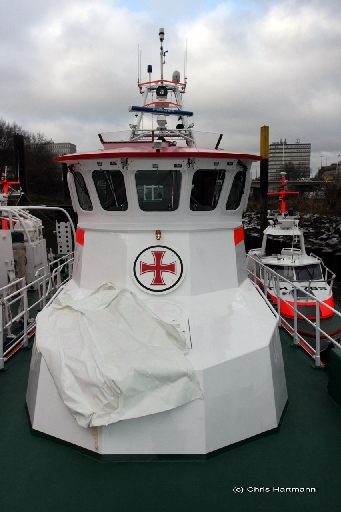
Frontansicht der Eiswette
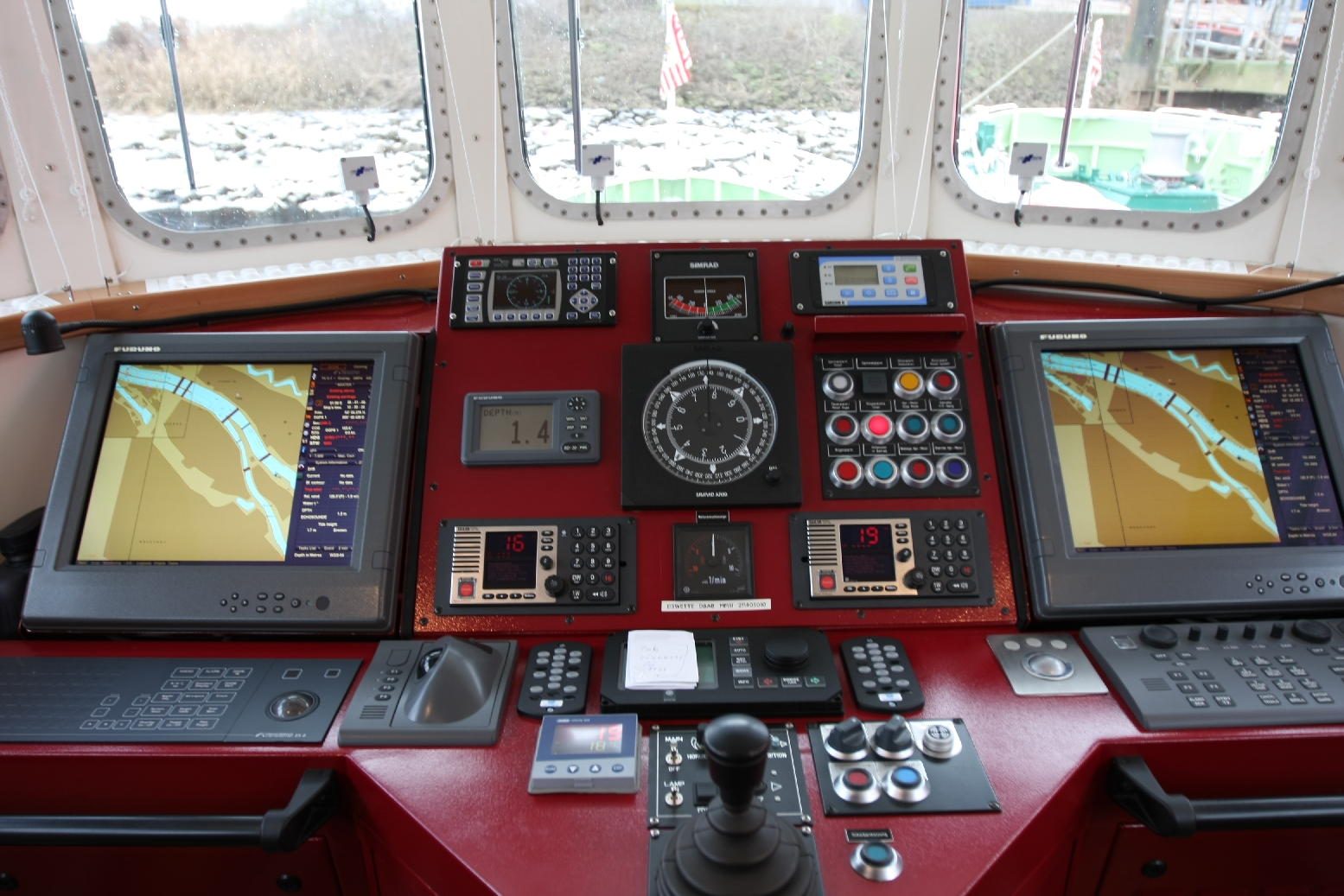
Innenfahrstand der Eiswette
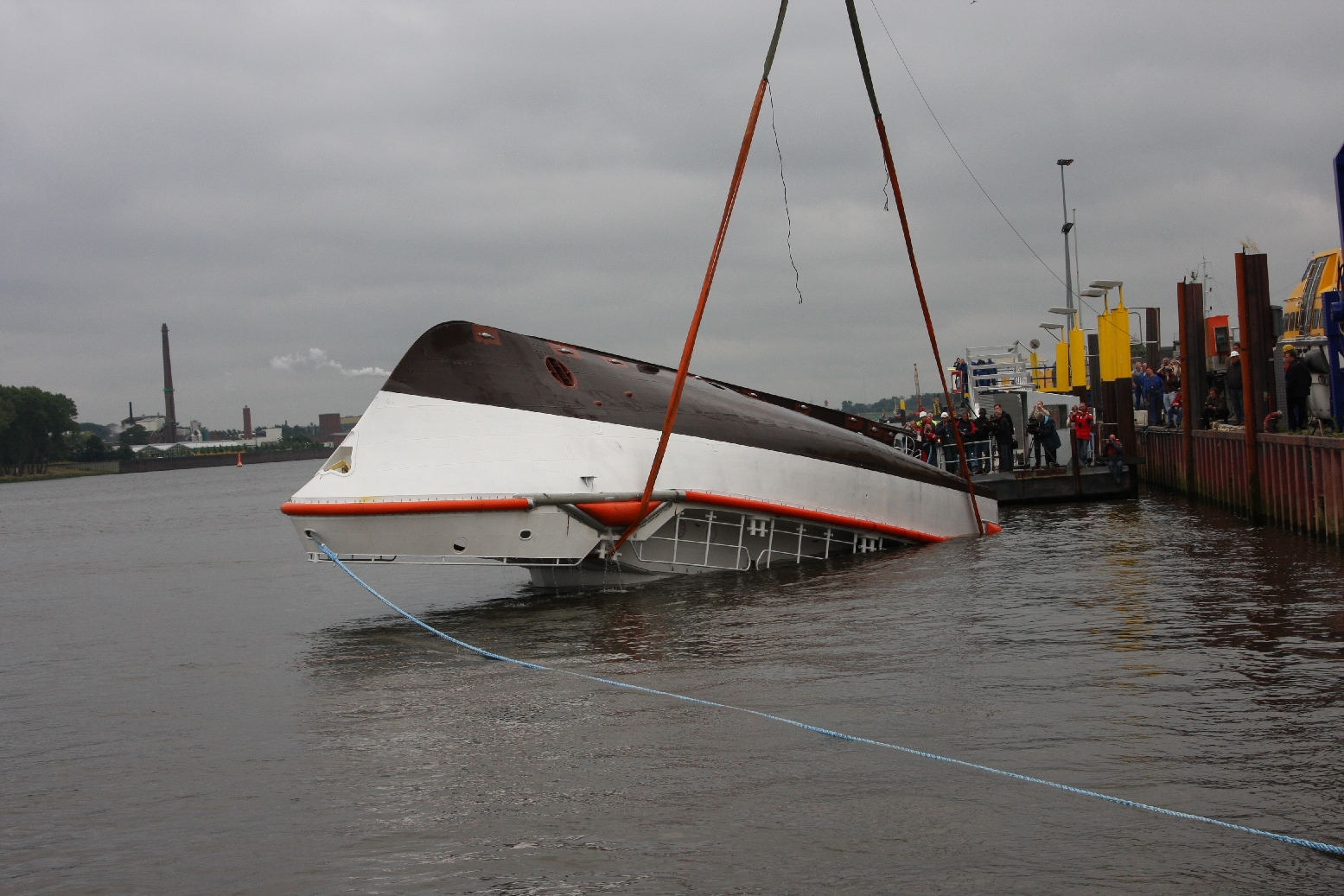
Kentertest mit der Eiswette
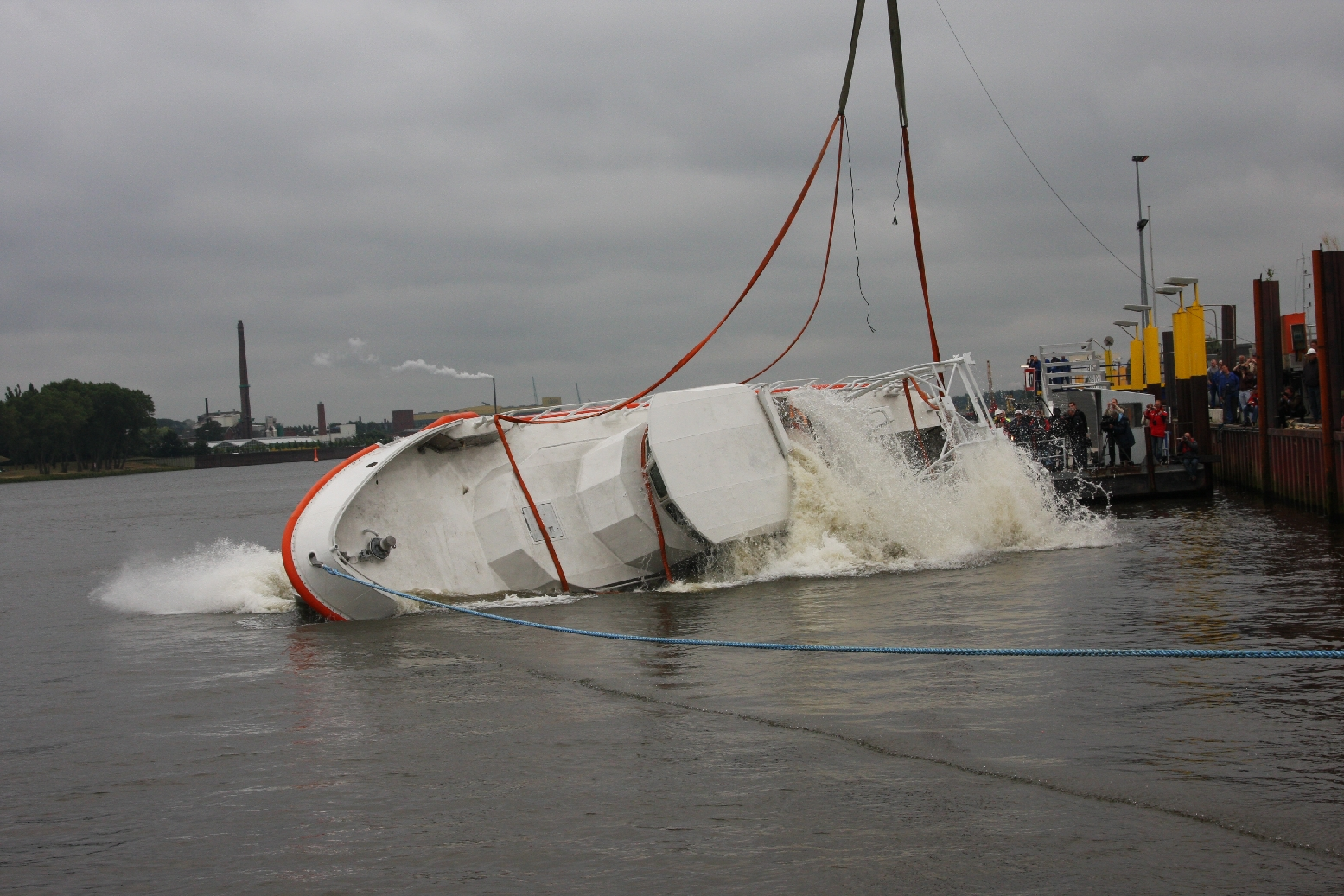
Kentertest mit der Eiswette
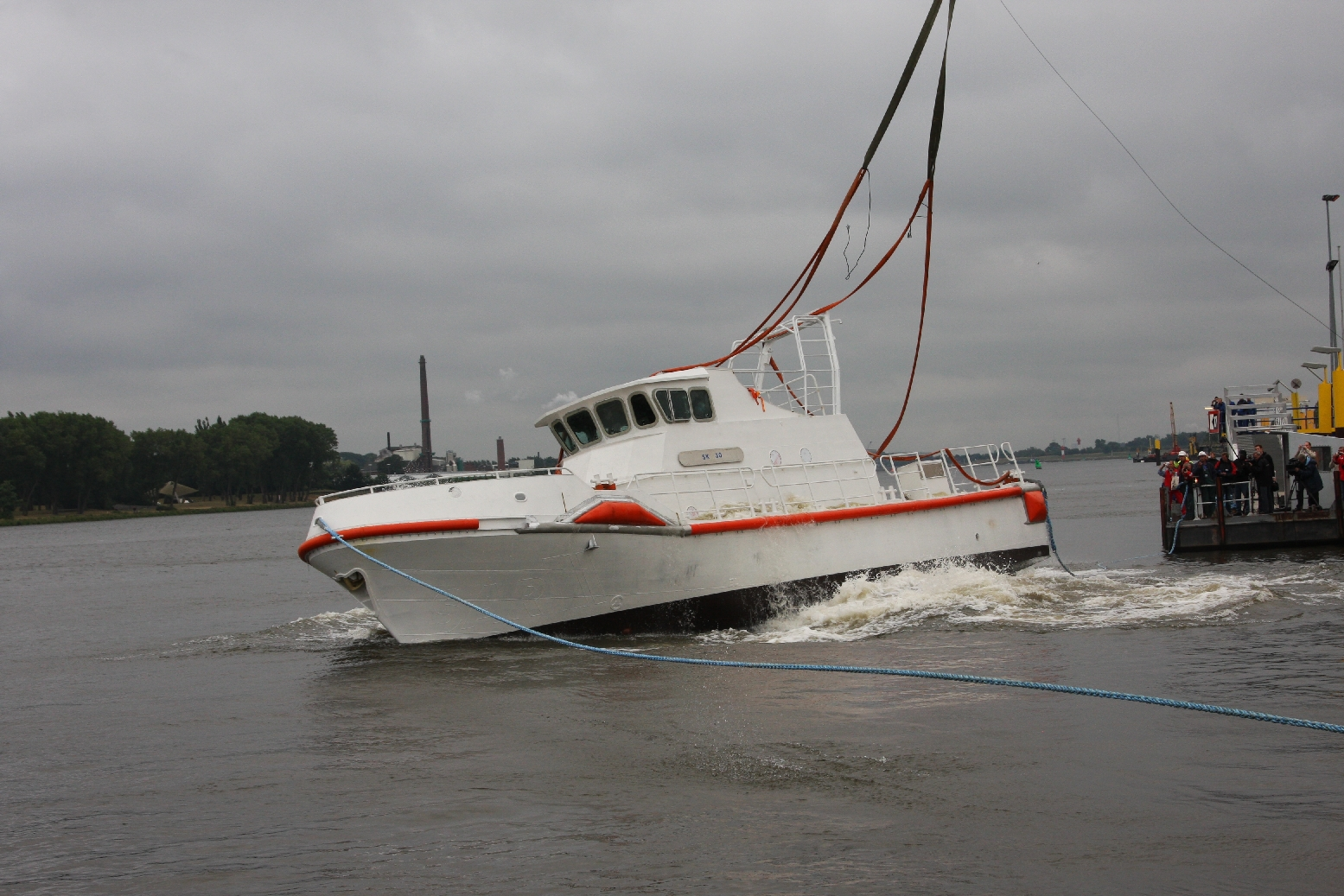
Kentertest mit der Eiswette

## Tabelle der Stationierungen
| Seenotrettungskreuzer der 20-Meter-Klasse und ihre Stationierungen |                     |                            |                              |      |                             |                                    |                      |
| Text auf grünem Hintergrund: aktives Boot auf Station              |                     |                            |                              |      |                             |                                    |                      |
| Bau-Nr. – Name Rufzeichen                                          | Tochterboot         | Rettungs- stationen        | Stationierungen von - bis    | Bild | Baudaten Jahr/Werft/Bau Nr. | Taufe                              | Bemerkung – Verbleib |
| SK 30 EISWETTE (II) Ruf: DBAB                                      | TB 34 NOVIZE Ruf:   | Nordstrand                 | seit 03/2009                 |      | Bj. 2008 Fassmer Nr. 2090   | 6. Januar 2009 in Bremen           |                      |
| SK 31 EUGEN Ruf: DBAV                                              | TB 33 HUBERTUS Ruf: | Greifswalder Oie Norderney | 04/2009→11/2017 seit 11/2017 |      | Bj. 2009 Fassmer Nr. 2091   | 25. April 2009 in Freest           |                      |
| SK 33 THEODOR STORM Ruf: DBAI                                      | TB 37 NIS PUK Ruf:  | Büsum                      | seit 01/2011                 |      | Bj. 2010 Fassmer Nr. 4090   | 13. August 2011 in Büsum           |                      |
| SK 34 PIDDER LÜNG Ruf: DBAP                                        | TB 38 MICHEL Ruf:   | List auf Sylt              | seit 11/2013                 |      | Bj. 2013 Fassmer Nr.        | 14. Dezember 2013 in List auf Sylt |                      |
| SK 38 BERTHOLD BEITZ Ruf: DBAE                                     | TB 42 ELSE Ruf:     | Greifswalder Oie           | seit 12/2017                 |      | Bj. 2016 Fassmer Nr. 7020   | 15. Dezember 2017 in Greifswald    |                      |
| SK 39 FRITZ KNACK Ruf: DBAO                                        | TB 43 INGEBORG Ruf: | Olpenitz                   | seit 11/2018                 |      | Bj. 2017 Fassmer Nr. 7021   | 17. November 2018 in Maasholm      |                      |
| Stand @ Oktober 2022                                               |                     |                            |                              |      |                             |                                    |                      |